# Master of Orion

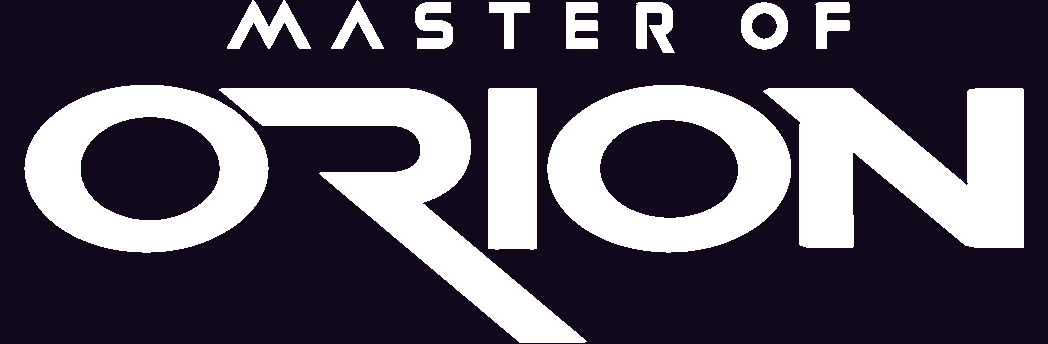
Logo de la série

Master of Orion est une série de jeux vidéo 4X développée par Simtex pour les deux premiers épisodes et Quicksilver Software pour le troisième.

## Jeux
| 1993 | Master of Orion                       |
| 1996 | Master of Orion II: Battle at Antares |
| 2003 | Master of Orion III                   |
| 2016 | Master of Orion: Conquer the Stars    |